# 夏目家的餐桌
改編自日本作家夏目漱石之妻夏目鏡子的著作「漱石的回憶」，2005年1月5日在日本TBS電視台播映，全劇長100分鐘。

## 主要演員
- 本木雅弘 - 夏目漱石
- 宮澤里惠 - 夏目鏡子
- 樹木希林
- 岸田今日子
- 岸部一德
- 勝村政信

## 外部連結
- 電視台網頁 （页面存档备份，存于）
- IMDb （页面存档备份，存于）